# Cyaneolytta subrugulosa
Cyaneolytta subrugulosa es una especie de coleóptero de la familia Meloidae.

## Distribución geográfica
Habita en Mozambique y Angola.